# Willem van Lalaing (1395-1475)
Willem van Lalaing (1395 - 27 augustus 1475) was heer van Bugnicourt en stadhouder van Holland in de periode van 1440-1445.
Willem was een zoon van Otto van Lalaing (1365-1441) en Yolanda van Barbençon (1370-1434). Hij werd in 1440 aangesteld als stadhouder van Holland door het Bourgondische hof, hij had daarbij veel invloed, ook in Utrecht en Zeeland. Eerst diende hij de Kabeljauwse zaak (in de Hoekse en Kabeljauwse twisten), maar toen hij zijn dochter Yolande uithuwde aan de Hoekse leider Reinoud II van Brederode veranderde hij van kamp. Terloops bracht hij vrienden van Van Brederode op hogere posities binnen de stadsbesturen, waardoor de zaak escaleerde in 1445: Lalaing werd afgezet en keerde terug naar Vlaanderen waar hij in 1475 overleed.
Willem was in 1418 gehuwd met Johanna van Créquy, vrouwe van Bignicourt, en had onder andere de volgende kinderen met haar:
- Jacques van Lalaing (1421-1453)
- Johan van Lalaing (1422-1498)
- Yolande van Lalaing (ca. 1422-1497), gehuwd met Reinoud II van Brederode (1415-1473)
- Isabella van Lalaing (1430-?), gehuwd met Pieter van Hénin (1433-1490), heer van Boussu
- Filips van Lalaing (overleden in 1465)
- Anton van Lalaing